# Ondřej Pavelka
Ondřej Pavelka (* 10. září 1955 Nový Jičín) je český herec, režisér, scenárista a dramaturg.

## Biografie
Po absolvování gymnázia v Ostrově nad Ohří byl přijat na DAMU, tu v roce 1978 úspěšně vystudoval. Hrál v pražském Divadle na okraji (1976–1987), později i v Ypsilonce a Divadle Na zábradlí (1989–1993).
Společně se Zdenkem Zaoralem a Evou Paškovou napsal námět a scénář filmu Poutníci z roku 1988. Hraje Oldu Farského v seriálu Ulice, je úspěšným filmovým a televizním hercem. Objevil se také v seriálech Polda a Ohnivý kuře.
Od roku 1993 účinkuje v Národním divadle a je pedagogem na DAMU.

## Divadelní role, výběr
- 1981 Romeo a Julie, Divadlo na okraji, režie: Zdeněk Potužil, premiéra 4. května 1981.
- 1990 Don Juan
- 1991 Largo desolato
- 2006 Naši furianti
- 2011 Blonďatá bestie
- 2012 Eugène Ionesco: Nosorožec, Logik, Nová scéna ND, režie G.Tompa
- 2013 Blonďatá bestie v blázinci
- 2015 Maurice Maeterlinck: Modrý pták, Tatínek, Topol, Stavovské divadlo, režie Štěpán Pácl
- 2018 Dobrý konec všechno spraví
- 2018 Sen čarovné noci
- 2018 Jan Frič, Milan Šotek a kol.: Zbyhoň!, role: Tágo, Nová scéna, režie Jan Frič

## Filmové a seriálové role, výběr
- 1978 Zákony pohybu seriál, režie: Evžen Sokolovský
- 1980 Moje kone vrané seriál, režie: Štefan Uher
- 1982 Zelená vlna
- 1982 Kouzelné dobrodružství film, režie: Antonín Kachlík
- 1982 Obyčejná historie televizní film, režie: Eva Sadková
- 1982 Výslech televizní film, režie: Věra Jordánová
- 1982/1986 Malý pitaval z velkého města
- 1983 Pod nohama nebe film, režie: Milan Růžička
- 1984 Druhý tah pěšcem film, režie: Vít Olmer
- 1984 Rubikova kostka, televizní film, režie Jiří Svoboda[3]
- 1984 Co je vám, doktore?
- 1984 Všechno nebo nic film, režie: Štěpán Skalský
- 1984 Povídky malostranské
- 1985 Skalpel, prosím
- 1987 Nemožná film, režie: Eva Štefankovičová
- 1987 Setkání krátkometrážní groteska, režie: Petr Tuček
- 1988 Proces s vrahy Martynové televizní film, režie: Petr Koliha
- 1988 Prokletí domu Hajnů
- 1988 Poutníci film, režie: Zdenek Zaoral
- 1989 Divoká svině film, režie: Jan Kubišta
- 1989 Sedím na konári a je mi dobre
- 1989 Zvířata ve městě film, režie: Václav Křístek
- 1989 Podivné premiéry televizní film, režie: Jiří Vanýsek
- 1989 Faust televizní film, režie: Viktor Polesný, Zdeněk Potužil
- 1990 Zachýsek, zvaný Rumělka televizní film, režie: Svatava Simonová
- 1991 Maigretův první případ televizní film, režie: Jana Semschová
- 1991 Kučírek versus Kučírek televizní film, režie: Hynek Bočan
- 1991 Útěk do vězení televizní film, režie: Anna Procházková
- 1991/1992 Co teď a co potom? seriál, režie: Hynek Bočan
- 1992 Ten, který má být zavřený televizní film, režie: Jaroslav Hykl
- 1992 Náhrdelník
- 1993 Afrodita televizní film, režie: Ľubo Kocka
- 1993 Krvavý román film, režie: Jaroslav Brabec
- 1994 Kočka na kolejích televizní film, režie: Petr Koliha
- 1996 Play Strindberg televizní film, režie: Petr Koliha
- 1996 Dvě z policejní brašny televizní film, režie: Ladislav Smoljak
- 1997 Výchova dívek v Čechách film, režie: Petr Koliha
- 1998 Horská služba seriál, režie: Ľubo Kocka
- 2001 Ta třetí televizní film, režie: Dušan Klein
- 2004 Post Coitum
- 2005 Jasnovidec televizní film, režie: Jiří Svoboda
- 2005 Žil jsem s cizinkou televizní film, režie: Dušan Klein
- 2005 Ulice (role: Oldřich Farský)
- 2006 Kočky televizní film, režie: Jaroslav Brabec
- 2007 Velkofilm televizní film, režie: Pavel Jandourek
- 2009 Dům U Zlatého úsvitu televizní film
- 2010 Aussig
- 2012 Sejít z cesty televizní film, režie: Pavel Jandourek
- 2014 Kriminálka Anděl
- 2015 Padesátka
- 2015 David
- 2016 Teorie tygra
- 2016/2017 Vyšehrad (role: prezident klubu FK Slavoj Vyšehrad)
- 2017 Bohéma
- 2017 Četníci z Luhačovic
- 2016/2018 Polda (role: major Martin Fišer)
- 2016/2018 V.I.P. vraždy
- 2017/2018 Specialisté
- 2017/2018 Ohnivý kuře (role: kapitán Evžen Rorejs)
- 2018 Šichta krátkometrážní film, režie: Bohdan Zajčenko
- 2019 Rapl (role: kapitán Gazda)
- 2019 Přijela pouť
- 2019 Pouť: Rozjetý devadesátky
- 2020 Slunečná (role: starosta Franta Vacek)
- 2020 Štěstí je krásná věc film, režie: Tomáš Svoboda
- 2021 Specialisté (TV seriál), díl: „Nouzová operace“
- 2021 Matky, režie Vojtěch Moravec
- 2021 Vyšehrad: Seryjál, režie Jakub Štáfek a Martin Kopp
- 2022 Vyšehrad Fylm, režie Jakub Štáfek a Martin Kopp
- 2022 Dáma a Král (role: Josef Richter)
- 2022 Hádkovi
- 2022 Idiot
- 2025 Vyšehrad: DVJE

## Režijní filmografie
- 1996 Periferie televizní film

## Dabing (výběr)
- 2008 Opojení mocí (2006) – Patrick Bruel (Jacques Sibaud)
- 1994 48 hodin (1982) – Eddie Murphy (Reggie Hammond) – 1. dabing vyrobený pro ČNTS Nova, nereprízován, nahrazen dalšími dvěma dabingy.
- 1993 Vítr (1992) – Matthew Modine (Will Parker)
- 1984 Dárek (1982) – Remi Laurent (Laurent)